# Codex Toletanus

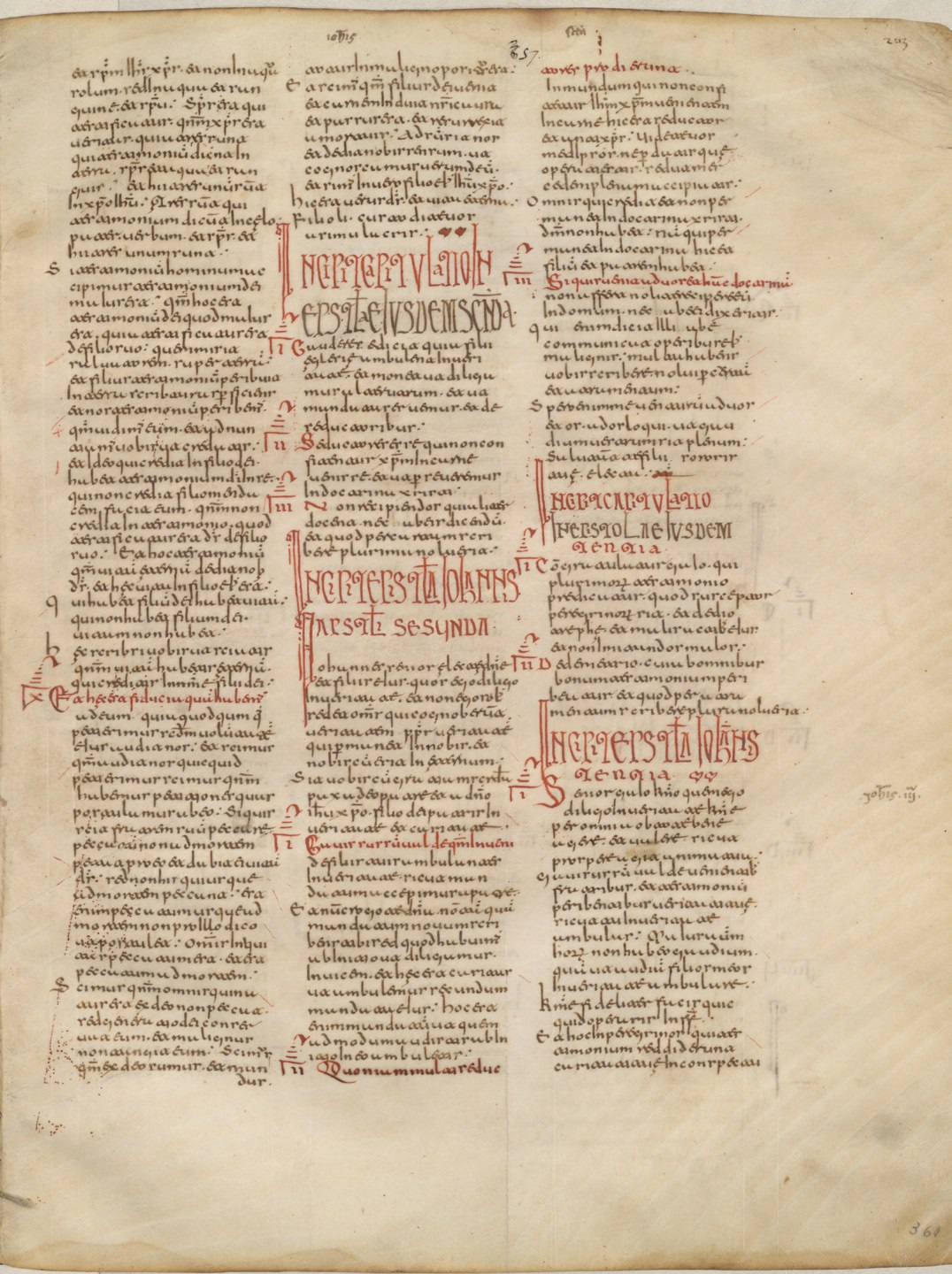
Codex Toletanus, tekst z Commą.

Codex Toletanus – łaciński rękopis Wulgaty z X wieku. Zawiera Biblię Starego i Nowego Testamentu, reprezentuje hiszpańską tradycję tekstualną Wulgaty, zawiera Commę Johanneum, wykorzystany został w kilku wydaniach Wulgaty.

## Opis
Rękopis zawiera tekst całej Biblii na 375 pergaminowych kart o rozmiarach 43,8 na 33 cm. Kształty liter są charakterystyczne dla pisma wizygockiego.
Tekst łaciński reprezentuje hiszpański typ Wulgaty. Traktowany jest jako drugi ważny rękopis reprezentujący hiszpański typ Wulgaty (po Cavensis). Podobnie jak Codex Cavensis umieszcza Commę po 1 J 5,8 (inne rękopisy umieszczają Commę po 1 J 5,7).
Niektóre z not marginalnych są w języku arabskim. Zdobienia wskazują na pewien wpływ kultury arabskiej .

## Historia rękopisu
Powstał prawdopodobnie w Sewilli. Według noty na końcu rękopisu uczynionej przez jednego z właścicieli rękopisu, w roku 988 rękopis ofiarowany został biskupowi Kordoby. Nota ta bywa traktowana jako data powstania rękopisu.
Tekst rękopisu został skolacjonowany na potrzeby Wulgaty sykstyńskiej, dotarł jednak do rąk kardynała Caraffy za późno. Został jednak wykorzystany w Wulgacie klementyńskiej, a także w wydaniu Wordswortha, w którym to wydaniu został oznakowany przy pomocy siglum T.
Giuseppe Bianchini wydał tekst rękopisu w roku 1740 .
Od roku 1869  rękopis przechowywany jest w bibliotece Hiszpańskiej Bibliotece Narodowej w Madrycie (Ms. Tol. 2.1).